# Kylie’s Non-Stop History 50+1
A Kylie’s Non-Stop History 50+1 Kylie Minogue ausztrál énekesnő remixalbuma. Japánban 1993. július 1-jén, az Egyesült Királyságban pedig 1993 októberében jelent meg.

## Számlista
|     | Cím                                            | Hossz |
| --- | ---------------------------------------------- | ----- |
| 1.  | Do You Dare                                    |       |
| 2.  | I Guess I Like It Like That/Keep on Pumpin’ It |       |
| 3.  | Closer                                         |       |
| 4.  | Shocked                                        |       |
| 5.  | Things Can Only Get Better                     |       |
| 6.  | What Do I Have to Do                           |       |
| 7.  | Better the Devil You Know                      |       |
| 8.  | What Kind of Fool (Heard All That Before)      |       |
| 9.  | Secrets                                        |       |
| 10. | Where in the World                             |       |
| 11. | Give Me Just a Little More Time                |       |
| 12. | I Miss You                                     |       |
| 13. | Step Back in Time                              |       |
| 14. | Celebration                                    |       |
| 15. | Right Here, Right Now                          |       |
| 16. | Always Find the Time                           |       |
| 17. | Look My Way                                    |       |
| 18. | Count the Days                                 |       |
| 19. | One Boy Girl                                   |       |
| 20. | Rhythm of Love                                 |       |
| 21. | Word is Out                                    |       |
| 22. | Just Wanna Love You                            |       |
| 23. | It’s No Secret                                 |       |
| 24. | I’ll Still Be Loving You                       |       |
| 25. | Let’s Get to It                                |       |
| 26. | Too Much of a Good Thing                       |       |
| 27. | Live and Learn                                 |       |
| 28. | Finer Feelings                                 |       |
| 29. | The World Still Turns                          |       |
| 30. | My Secret Heart                                |       |
| 31. | No World Without You                           |       |
| 32. | Especially for You (feat. Jason Donovan)       |       |
| 33. | Say the Word — I’ll Be There                   |       |
| 34. | Tears on My Pillow                             |       |
| 35. | Tell Tale Signs                                |       |
| 36. | If You Were with Me Now                        |       |
| 37. | Heaven and Earth                               |       |
| 38. | Nothing to Lose                                |       |
| 39. | Wouldn’t Change a Thing                        |       |
| 40. | Je Ne Sais Pas Pourquoi                        |       |
| 41. | Made in Heaven                                 |       |
| 42. | Hand on Your Heart                             |       |
| 43. | Enjoy Yourself                                 |       |
| 44. | I’m Over Dreaming (Over You)                   |       |
| 45. | Never Too Late                                 |       |
| 46. | Love at First Sight                            |       |
| 47. | Got to Be Certain                              |       |
| 48. | Turn It into Love                              |       |
| 49. | I Should Be So Lucky                           |       |
| 50. | The Loco-Motion                                |       |
| 51. | Celebration (Techno Rave Mix)                  |       |

## Slágerlista
| Slágerlista (1993)      | Legfelső helyezés |
| ----------------------- | ----------------- |
| Japán Oricon albumlista | 59                |